# Patinage artistique aux Jeux olympiques de 2018 - Danse sur glace
Pour des articles plus généraux, voir Patinage artistique aux Jeux olympiques de 2018 et Jeux olympiques d'hiver de 2018.
Navigation
Sotchi 2014 Pékin 2022
L'épreuve de danse sur glace des Jeux olympiques d'hiver de 2018 se déroule du 19 au 20 février 2018 au palais des glaces de Gangneung en Corée du Sud.
Tessa Virtue et Scott Moir, représentant le Canada et médaillés d'argent à Sotchi, remportent l'or devant les Français Gabriella Papadakis et Guillaume Cizeron et les Américains Maia et Alex Shibutani.

## Podium

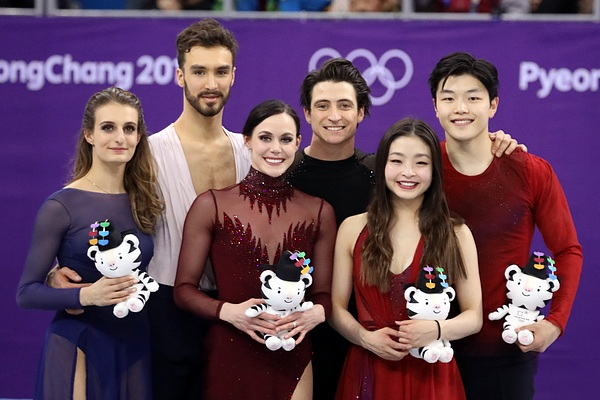
Podium de la danse sur glace

| Épreuve         | Or                        | Argent                                  | Bronze                          |
| --------------- | ------------------------- | --------------------------------------- | ------------------------------- |
| Danse sur glace | Tessa Virtue / Scott Moir | Gabriella Papadakis / Guillaume Cizeron | Maia Shibutani / Alex Shibutani |

## Résultats

### Danse courte
La danse courte sur glace a lieu le 19 février 2018.
| 1 | Tessa Virtue / Scott Moir               | Canada                        | 83.67 | 44.53 | 39.14 | 9.68 | 9.61 | 9.93 | 9.79 | 9.93 | 0.00  | 20 |
| 2 | Gabriella Papadakis / Guillaume Cizeron | France                        | 81.93 | 42.71 | 39.22 | 9.71 | 9.71 | 9.82 | 9.89 | 9.89 | 0.00  | 21 |
| 3 | Madison Hubbell / Zachary Donohue       | États-Unis                    | 77.75 | 40.98 | 36.77 | 9.29 | 9.04 | 9.25 | 9.14 | 9.25 | 0.00  | 22 |
| 4 | Maia Shibutani / Alex Shibutani         | États-Unis                    | 77.73 | 40.33 | 37.40 | 9.36 | 9.18 | 9.46 | 9.36 | 9.39 | 0.00  | 18 |
| 5 | Anna Cappellini / Luca Lanotte          | Italie                        | 76.57 | 40.00 | 36.57 | 8.93 | 8.96 | 9.32 | 9.14 | 9.36 | 0.00  | 24 |
| 6 | Ekaterina Bobrova / Dmitri Soloviev     | Athlètes olympiques de Russie | 75.47 | 38.36 | 37.11 | 9.18 | 9.14 | 9.46 | 9.29 | 9.32 | 0.00  | 23 |
| 7 | Madison Chock / Evan Bates              | États-Unis                    | 75.45 | 39.39 | 36.06 | 8.93 | 8.86 | 9.04 | 9.11 | 9.14 | 0.00  | 19 |
| 8 | Kaitlyn Weaver / Andrew Poje            | France                        | 74.33 | 37.65 | 36.68 | 9.18 | 8.96 | 9.29 | 9.14 | 9.29 | 0.00  | 17 |
| 9 | Piper Gilles / Paul Poirier             | Canada                        | 69.60 | 34.95 | 34.65 | 8.64 | 8.46 | 8.71 | 8.79 | 8.71 | 0.00  | 16 |
| 10 | Penny Coomes / Nicholas Buckland        | Grande-Bretagne               | 68.36 | 34.70 | 33.66 | 8.36 | 8.14 | 8.50 | 8.54 | 8.54 | 0.00  | 9  |
| 11 | Charlène Guignard / Marco Fabbri        | Italie                        | 68.16 | 34.19 | 33.97 | 8.46 | 8.43 | 8.50 | 8.46 | 8.61 | 0.00  | 15 |
| 12 | Sara Hurtado / Kirill Khaliavin         | Espagne                       | 66.93 | 35.07 | 31.86 | 8.00 | 7.57 | 8.18 | 7.86 | 8.21 | 0.00  | 7  |
| 13 | Tiffany Zahorski / Jonathan Guerreiro   | Athlètes olympiques de Russie | 66.47 | 34.15 | 32.32 | 8.04 | 7.79 | 8.21 | 8.07 | 8.29 | 0.00  | 5  |
| 14 | Natalia Kaliszek / Maksym Spodyriev     | Pologne                       | 66.06 | 34.65 | 31.41 | 7.79 | 7.61 | 8.04 | 7.86 | 7.96 | 0.00  | 13 |
| 15 | Kana Muramoto / Chris Reed              | Japon                         | 63.41 | 32.87 | 30.54 | 7.61 | 7.46 | 7.71 | 7.68 | 7.71 | 0.00  | 14 |
| 16 | Min Yu-ra / Alexander Gamelin           | Corée du Sud                  | 61.22 | 32.94 | 28.28 | 6.96 | 6.82 | 7.21 | 7.18 | 7.18 | 0.00  | 12 |
| 17 | Kavita Lorenz / Joti Polizoakis         | Allemagne                     | 59.99 | 31.39 | 28.60 | 7.21 | 6.86 | 7.25 | 7.21 | 7.21 | 0.00  | 3  |
| 18 | Marie-Jade Lauriault / Romain Le Gac    | France                        | 59.97 | 31.18 | 28.79 | 7.39 | 7.00 | 7.29 | 7.14 | 7.18 | 0.00  | 6  |
| 19 | Lucie Myslivečková / Lukáš Csölley      | Slovaquie                     | 59.75 | 31.40 | 28.35 | 7.11 | 6.79 | 7.25 | 7.11 | 7.18 | 0.00  | 11 |
| 20 | Alisa Agafonova / Alper Uçar            | Turquie                       | 59.42 | 29.64 | 29.78 | 7.46 | 7.32 | 7.54 | 7.61 | 7.29 | 0.00  | 8  |
| Couples de danse éliminés après la danse courte |                                         |                               |       |       |       |      |      |      |      |      |       |    |
| 21 | Oleksandra Nazarova / Maksym Nikitin    | Ukraine                       | 57.97 | 27.26 | 30.71 | 7.64 | 7.46 | 7.75 | 7.79 | 7.75 | 0.00  | 2  |
| 22 | Wang Shiyue / Liu Xinyu                 | Chine                         | 57.81 | 29.28 | 29.53 | 7.39 | 7.25 | 7.43 | 7.43 | 7.43 | -1.00 | 10 |
| 23 | Cortney Mansourová / Michal Češka       | Tchéquie                      | 53.53 | 29.11 | 24.42 | 6.29 | 5.93 | 6.14 | 6.25 | 5.93 | 0.00  | 1  |
| 24 | Adel Tankova / Ronald Zilberberg        | Israël                        | 46.66 | 23.85 | 22.81 | 5.75 | 5.61 | 5.75 | 5.86 | 5.54 | 0.00  | 4  |
| Légende : Score Tech. = Score technique ; Score Comp. = Score des composantes ; SS = Qualité de patinage (Skating Skills) ; TR = Transitions ; PE = Performance/Exécution ; CH = Chorégraphie ; IN = Interprétation ; Déd = Déductions ; RaD = Rang de départ |                                         |                               |       |       |       |      |      |      |      |      |       |    |

### Danse libre
Le Danse libre a lieu le 20 février 2018.
| 1 | Gabriella Papadakis / Guillaume Cizeron | France                        | 123.35 | 63.98 | 59.37 | 9.79 | 9.75 | 10.00 | 9.93 | 10.00 | 0.00  | 18 |
| 2 | Tessa Virtue / Scott Moir               | Canada                        | 122.40 | 63.35 | 59.05 | 9.71 | 9.61 | 9.96  | 9.93 | 10.00 | 0.00  | 20 |
| 3 | Maia Shibutani / Alex Shibutani         | États-Unis                    | 114.86 | 59.37 | 55.49 | 9.32 | 9.07 | 9.36  | 9.21 | 9.29  | 0.00  | 17 |
| 4 | Ekaterina Bobrova / Dmitri Soloviev     | Athlètes olympiques de Russie | 111.45 | 56.25 | 55.20 | 9.14 | 8.89 | 9.29  | 9.32 | 9.36  | 0.00  | 15 |
| 5 | Madison Hubbell / Zachary Donohue       | États-Unis                    | 109.04 | 54.94 | 56.00 | 9.29 | 9.21 | 9.25  | 9.46 | 9.46  | -1.00 | 19 |
| 6 | Anna Cappellini / Luca Lanotte          | Italie                        | 108.34 | 55.27 | 54.07 | 8.93 | 8.71 | 9.14  | 9.07 | 9.21  | -1.00 | 16 |
| 7 | Kaitlyn Weaver / Andrew Poje            | Canada                        | 107.65 | 53.48 | 54.17 | 8.96 | 8.75 | 9.18  | 9.04 | 9.21  | 0.00  | 13 |
| 8 | Piper Gilles / Paul Poirier             | Canada                        | 107.31 | 55.14 | 52.17 | 8.68 | 8.29 | 8.86  | 8.68 | 8.96  | 0.00  | 11 |
| 9 | Charlène Guignard / Marco Fabbri        | Italie                        | 105.31 | 53.82 | 51.49 | 8.57 | 8.50 | 8.57  | 8.57 | 8.71  | 0.00  | 6  |
| 10 | Penny Coomes / Nicholas Buckland        | Grande-Bretagne               | 101.96 | 51.66 | 50.30 | 8.32 | 8.21 | 8.39  | 8.57 | 8.43  | 0.00  | 12 |
| 11 | Sara Hurtado / Kirill Khaliavin         | Espagne                       | 101.40 | 51.68 | 49.72 | 8.14 | 8.04 | 8.43  | 8.36 | 8.46  | 0.00  | 10 |
| 12 | Madison Chock / Evan Bates              | États-Unis                    | 100.13 | 49.04 | 53.09 | 8.64 | 8.71 | 8.71  | 9.14 | 9.04  | -2.00 | 14 |
| 13 | Kana Muramoto / Chris Reed              | Japon                         | 97.22  | 50.75 | 46.47 | 7.64 | 7.54 | 7.86  | 7.75 | 7.93  | 0.00  | 8  |
| 14 | Tiffany Zahorski / Jonathan Guerreiro   | Athlètes olympiques de Russie | 95.77  | 46.73 | 49.04 | 8.14 | 8.00 | 8.29  | 8.14 | 8.29  | 0.00  | 9  |
| 15 | Natalia Kaliszek / Maksym Spodyriev     | Pologne                       | 95.29  | 48.45 | 46.84 | 7.64 | 7.68 | 7.89  | 7.82 | 8.00  | 0.00  | 7  |
| 16 | Kavita Lorenz / Joti Polizoakis         | Allemagne                     | 90.50  | 46.78 | 43.72 | 7.29 | 6.96 | 7.43  | 7.32 | 7.43  | 0.00  | 3  |
| 17 | Marie-Jade Lauriault / Romain Le Gac    | France                        | 89.62  | 47.04 | 42.58 | 7.25 | 6.82 | 7.14  | 7.21 | 7.07  | 0.00  | 1  |
| 18 | Alisa Agafonova / Alper Uçar            | Turquie                       | 87.76  | 44.01 | 43.75 | 7.25 | 7.11 | 7.21  | 7.50 | 7.39  | 0.00  | 5  |
| 19 | Min Yu-ra / Alexander Gamelin           | Corée du Sud                  | 86.52  | 44.61 | 41.91 | 6.89 | 6.68 | 7.14  | 6.96 | 7.25  | 0.00  | 4  |
| 20 | Lucie Myslivečková / Lukáš Csölley      | Slovaquie                     | 82.82  | 41.65 | 41.17 | 6.82 | 6.61 | 6.82  | 7.00 | 7.07  | 0.00  | 2  |
| Légende : Score Tech. = Score technique ; Score Comp. = Score des composantes ; SS = Qualité de patinage (Skating Skills) ; TR = Transitions ; PE = Performance/Exécution ; CH = Chorégraphie ; IN = Interprétation ; Déd = Déductions ; RaD = Rang de départ |                                         |                               |        |       |       |      |      |       |      |       |       |    |

### Classement final
Les couples sont classés selon la somme de leurs points de la danse courte et de la danse libre.
| Rang                                  | Noms                                    | Nationalité                   | Points | Danse courte | Danse courte | Danse libre | Danse libre |
| ------------------------------------- | --------------------------------------- | ----------------------------- | ------ | ------------ | ------------ | ----------- | ----------- |
| Médaille d'or, Jeux olympiques        | Tessa Virtue / Scott Moir               | Canada                        | 206.07 | 1            | 83.67        | 2           | 122.40      |
| Médaille d'argent, Jeux olympiques    | Gabriella Papadakis / Guillaume Cizeron | France                        | 205.28 | 2            | 81.93        | 1           | 123.35      |
| Médaille de bronze, Jeux olympiques   | Maia Shibutani / Alex Shibutani         | États-Unis                    | 192.59 | 4            | 77.73        | 3           | 114.86      |
| 4                                     | Madison Hubbell / Zachary Donohue       | États-Unis                    | 187.69 | 3            | 77.75        | 5           | 109.94      |
| 5                                     | Ekaterina Bobrova / Dmitri Soloviev     | Athlètes olympiques de Russie | 186.92 | 6            | 75.47        | 4           | 111.45      |
| 6                                     | Anna Cappellini / Luca Lanotte          | Italie                        | 184.91 | 5            | 76.57        | 6           | 108.34      |
| 7                                     | Kaitlyn Weaver / Andrew Poje            | Canada                        | 181.98 | 8            | 74.33        | 7           | 107.65      |
| 8                                     | Piper Gilles / Paul Poirier             | Canada                        | 176.91 | 9            | 69.60        | 8           | 107.31      |
| 9                                     | Madison Chock / Evan Bates              | États-Unis                    | 175.58 | 7            | 75.45        | 12          | 100.13      |
| 10                                    | Charlène Guignard / Marco Fabbri        | Italie                        | 173.47 | 11           | 68.16        | 9           | 105.31      |
| 11                                    | Penny Coomes / Nicholas Buckland        | Grande-Bretagne               | 170.32 | 10           | 68.36        | 10          | 101.96      |
| 12                                    | Sara Hurtado / Kirill Khaliavin         | Espagne                       | 168.33 | 12           | 66.93        | 11          | 101.40      |
| 13                                    | Tiffany Zahorski / Jonathan Guerreiro   | Athlètes olympiques de Russie | 162.24 | 13           | 66.47        | 14          | 95.77       |
| 14                                    | Natalia Kaliszek / Maksym Spodyriev     | Pologne                       | 161.35 | 14           | 66.06        | 15          | 95.29       |
| 15                                    | Kana Muramoto / Chris Reed              | Japon                         | 160.63 | 15           | 63.41        | 13          | 97.22       |
| 16                                    | Kavita Lorenz / Joti Polizoakis         | Allemagne                     | 150.49 | 17           | 59.99        | 16          | 90.50       |
| 17                                    | Marie-Jade Lauriault / Romain Le Gac    | France                        | 149.59 | 18           | 59.97        | 17          | 89.62       |
| 18                                    | Min Yu-ra / Alexander Gamelin           | Corée du Sud                  | 147.74 | 16           | 61.22        | 19          | 86.52       |
| 19                                    | Alisa Agafonova / Alper Uçar            | Turquie                       | 147.18 | 20           | 59.42        | 18          | 87.76       |
| 20                                    | Lucie Myslivečková / Lukáš Csölley      | Slovaquie                     | 142.57 | 19           | 59.75        | 20          | 82.82       |
| Non qualifiés pour le programme libre |                                         |                               |        |              |              |             |             |
| 21                                    | Oleksandra Nazarova / Maksym Nikitin    | Ukraine                       |        | 21           | 57.97        | NC          | NC          |
| 22                                    | Wang Shiyue / Liu Xinyu                 | Chine                         |        | 22           | 57.81        | NC          | NC          |
| 23                                    | Cortney Mansourová / Michal Češka       | Tchéquie                      |        | 23           | 53.53        | NC          | NC          |
| 24                                    | Adel Tankova / Ronald Zilberberg        | Israël                        |        | 24           | 46.66        | NC          | NC          |